# Кочевых, Иван Павлович
Ива́н Па́влович Кочевы́х (12 августа 1927, дер. Любощь, Орловская губерния — 23 июня 2003, Киев) — советский государственный и хозяйственный деятель, организатор науки и производства.
Генеральный директор Львовского производственно-технического объединения им. В. И. Ленина (1969—1977), заместитель председателя Совета министров УССР (1977—1980). Герой Социалистического Труда (1976). Лауреат Государственной премии УССР в области науки и техники (1970). Депутат Верховного Совета УССР 9-го и 10-го созывов (1975—1985). Член КПСС с 1955 г. Делегат XXIV съезда КПСС. Профессор. Писатель. Автор философской концепции развития Вселенной как самоорганизующейся кибернетической системы.

## Биография
Родился в деревне Любощь, ныне Дмитровского района Орловской области в крестьянской семье. Отец — Павел Яковлевич Кочевых. Мать — Ксения Тихоновна, урожденная Сафонова. Сестры — Антонина, Екатерина, брат — Владимир.
Перед началом войны окончил 8 классов. Войну пережил в оккупации, оказывая помощь партизанам. В 1944—1947 гг. учился в Харьковском авиационном техникуме, после окончания которого получил направление на работу во Львов.

### На производстве (1947—1977)
С 1947 по 1958 гг. прошел путь от мастера до начальника производства на львовском авиаремонтном заводе п/я 125, ставшим за послевоенное десятилетие флагманом приборо- и радиопромышленности в Советской Украине и западном регионе СССР, выпускающим измерительные приборы, телеметрическую аппаратуру для ракетно-космических систем. Окончил Львовский политехнический институт (1960). В 1958 −1963 гг. работал в Львовском Совнархозе начальником оборонного отдела, главным инженером отдела радиоэлектроники.
С 1963 г. — директор завода п/я 125 («Измеритель»), с 1969 по 1977 гг. — генеральный директор Львовского производственно-технического объединения им. В. И. Ленина (ныне — «ЛОРТА»), в состав которого в тот период входили: головной завод, 10 филиалов, 2 научно-исследовательских института, институт повышения квалификации, техникум. Под его руководством в объединении внедрена комплексная система управления качеством продукции (КСУКП), позволившая выйти на 30 % показатель ежегодного прироста производства, выпуск изделий в едином экспортном исполнении с маркой «Сделано в СССР» для внешних и внутренних рынков. Стал лауреатом Государственной премии УССР в области науки и техники (1970). Защитил диссертацию кандидата технических наук в области стандартизации (1971). Удостоен звания Героя Социалистического Труда (1976).

### В Правительстве УССР (1977—1980)
9 февраля 1977 г. был назначен заместителем председателя Совета Министров УССР по вопросам научно-технического прогресса. Разработал принципы управления научно-производственным комплексом УССР. Подготовил предложения по обеспечению экономической самостоятельности административно-территориальных единиц республики. Настаивал на реорганизации и повышении роли Академии наук УССР в решении актуальных задач народного хозяйства. 5 марта 1980 года из-за разногласий с партийно-хозяйственным руководством республики был освобожден от должности «в связи с переходом на другую работу».

### На научной работе (после 1980)
С 1980 года продолжил научную деятельность. Руководил проектным институтом Гипросельмаш. Читал лекции в Киевском институте народного хозяйства. Получил звание профессора (1988). В годы перестройки внес целый ряд предложений правительству страны по реформированию экономики, науки и производства. Баллотировался на 1-й Съезд народных депутатов СССР. В 1990 г. вышел на пенсию. Стал академиком Украинской академии информатики (1995). Опубликовал более 60 научных работ. В последние годы жизни сосредоточил внимание на разработке философских проблем развития мироздания, общества, государства. Выдвинул гипотезу о построении Вселенной на принципах самоорганизации. Опубликовал концептуальную работу «Главный закон Вселенной» (1998). Его заслуги отмечены Почётной грамотой Кабинета Министров Украины (2002).

### Семья
Был женат с 1947 года на Валентине Александровне Кочевых (1926—2009), урожденной Бондаренко, правнучке Петра Михайловича Акименко, харьковского купца 2-й гильдии, потомственного почетного гражданина. Сыновья Игорь, Александр, Владимир. Внуки Марианна, Виталий, Олег.

## Награды
Герой Социалистического Труда (1976), два ордена Ленина, орден Трудового Красного Знамени, орден «Знак Почёта», пять медалей СССР, памятная медаль АН СССР в ознаменование первого в мире выхода человека в открытый космос, Государственная премия УССР в области науки и техники (1970). Почётная грамота Президиума Верховного Совета УССР (1977), Почётная грамота Кабинета Министров Украины (2002).

## Избранные труды
- Кочевых И. П., Семенив О. М. Проблемы, поиски, решения. — Львов: Каменяр, 1973. — 100 с.
- Кочевых И. П. Основы научного управления промышленным производством. Управление производством и кибернетика. — Львов: Вища школа, 1975. — 151 с.
- Автоматизация управления производственным объединением. — Львов: Высш. шк., 1976.
- Кочевых И. П. Главный закон Вселенной. — К.: Школяр, 1998. — 80 с.